# Pani regionali italiani
Quella che segue è una lista di pani regionali italiani a cui è stato conferito un riconoscimento di qualità o tipicità, suddivisi per regione.

## Tipologia dei riconoscimenti
| Sigla   | Definizione                          | Descrizione |
| ------- | ------------------------------------ | --- |
| PAT     | Prodotto agroalimentare tradizionale | Inclusione in un apposito elenco, istituito dal Ministero delle politiche agricole alimentari e forestali con la collaborazione delle Regioni                                            |
| IGP     | Indicazione geografica protetta      | Marchio di origine attribuito dall'Unione europea a prodotti agricoli e alimentari prodotti in un'area geografica determinata seguendo procedure certificate.                            |
| DOP     | Denominazione di origine protetta    | Marchio di tutela attribuito dall'Unione europea alla denominazione di le cui peculiari caratteristiche dipendono essenzialmente dal territorio in cui sono stati prodotti.              |
| De.C.O. | Denominazione comunale d'origine     | Conferito da Comuni a prodotti strettamente collegati al territorio e alla sua comunità.                                                                                                 |
| PSF     | Presidio Slow Food                   | Conferito dal comitato scientifico di Slow Food a prodotti rari ed eccellenti a rischio di estinzione, gruppi di produttori, disciplinari specifici.                                     |
| STG     | Specialità tradizionale garantita    | Assegnato dalla Direzione generale per l'agricoltura e sviluppo rurale della Commissione europea a prodotti agricoli e alimentari di produzione o composizione specifica e tradizionale. |

## Abruzzo
| Immagine | Tipo                        | Riconoscimenti | Descrizione                                                                                            | Zona di produzione    |
| -------- | --------------------------- | -------------- | --- | --------------------- |
| –        | Pane Cappelli               | PAT            | Pane di grano duro Cappelli                                                                            | Provincia di Chieti   |
| –        | Pane casareccio aquilano    | PAT            | Filone da 1 o 2 kg                                                                                     | Provincia dell'Aquila |
| –        | Pane nobile di Guardiagrele | PAT            | Pagnotte di 500/1000 g., miscela di farine: grano, grano integrale, mais, avena, orzo, miglio e segale | Guardiagrele          |
| –        | Pane Solina                 | PAT            | Pane prodotto con grano tenero Solina                                                                  |                       |
| –        | Pizza scime                 | PAT            | Pane azzimo                                                                                            | Casoli                |

## Basilicata
| Immagine | Tipo                                      | Riconoscimenti | Descrizione                                                      | Zona di produzione                 |
| -------- | ----------------------------------------- | -------------- | ---------------------------------------------------------------- | ---------------------------------- |
|          | Carchiola                                 | PAT            | focaccia non lievitata di farina di mais cotta in camino         | Avigliano                          |
| –        | Pane di germana "iermana"                 | PAT            | Pane con farina di segale e crusca                               | Parco del Pollino                  |
|          | Pane di Matera                            | IGP            | Pagnotta a forma a cornetto                                      | Provincia di Matera                |
| –        | Pane di patata di San Severino Lucano     | PAT            |                                                                  | San Severino Lucano                |
|          | Pane di Trecchina                         | PAT            |                                                                  | Trecchina                          |
| –        | Pane Nero                                 | PAT            | Pane con farine di farro, segale e orzo                          | provincia di Potenza e Matera      |
| –        | Petulla Shën Paljit                       | PAT            | Crespella con farina di Carosella del Pollino cotta sulla pietra | San Paolo Albanese                 |
|          | Piccidat                                  | PAT            | Pane di Pasqua                                                   | Castelluccio Inferiore e Superiore |
| –        | Pizza a "scannatur" di Carbone            | PAT            | PIZZA                                                            | Carbone                            |
|          | Pizza rustica Cazzola, Scarcedda, Cuzzola | PAT            | PIZZA                                                            | provincia di Potenza e Matera      |
|          | Strazzata                                 | PAT            | Focaccia con pepe                                                | Avigliano                          |
| –        | Taralli di San Costantino Albanese        | PAT            |                                                                  | San Costantino Albanese            |

## Calabria
| Immagine | Tipo                           | Riconoscimenti | Descrizione                                                        | Zona di produzione                                     |
| -------- | ------------------------------ | -------------- | ------------------------------------------------------------------ | ------------------------------------------------------ |
| –        | Crispelle salate, Crispeddhe   | PAT            |                                                                    |                                                        |
| –        | Crostini di grano              | PAT            |                                                                    |                                                        |
| –        | Frese bianche                  | PAT            |                                                                    |                                                        |
| –        | Frese integrali                | PAT            |                                                                    |                                                        |
|          | Fresella                       | PAT            | Mezza ciambella di grano tenero essiccata, da preparare al momento |                                                        |
| –        | Frise al peperoncino           | PAT            |                                                                    |                                                        |
| –        | Frese                          | PAT            |                                                                    |                                                        |
| –        | Lestopitta                     | PAT            | Focaccia di grano duro non lievitata, simile alla piadina          | Bova, diffuso in tutta la Provincia di Reggio Calabria |
| –        | Pane al miele di Cerzeto       | PAT            |                                                                    | Cerzeto                                                |
| –        | Pane casereccio                | PAT            |                                                                    |                                                        |
| –        | Pane con la giuggiulena        | PAT            | Pane di grano duro con semi di sesamo                              | Provincia di Reggio Calabria                           |
| –        | pane di Cutro                  | DOP richiesta  | Pane di grano duro (75%) e tenero (25%), di forma semi-sferica.    | Regionale                                              |
| –        | Pane di Pellegrina             | PAT            | Pane di grano tenero con crusca                                    | Pellegrina                                             |
| –        | Pane di segale di Canolo       | PAT            |                                                                    | Canolo                                                 |
|          | Pitta                          | PAT            | Pane di grano tenero e strutto, a forma di ciambella bassa.        | Regionale                                              |
| –        | Pitta collura                  | PAT            | Pane rituale                                                       | Umbriatico                                             |
| –        | Scaldatelle, Scaldateddi       | PAT            | Taralli bolliti. Esiste anche un impasto comprendente uova.        |                                                        |
| –        | Taralli bianchi                | PAT            |                                                                    |                                                        |
| –        | Taralli morbidi                | PAT            |                                                                    |                                                        |
| –        | Tarallini ai semi di anice     | PAT            |                                                                    |                                                        |
| –        | Tarallini ai semi di finocchio | PAT            |                                                                    |                                                        |
| –        | Tarallini al peperoncino       | PAT            |                                                                    |                                                        |

## Campania
| Immagine | Tipo                                                  | Riconoscimenti | Descrizione                                                                   | Zona di produzione |
| -------- | ----------------------------------------------------- | -------------- | ----------------------------------------------------------------------------- | ------------------ |
| –        | Marsigliese                                           | PAT            |                                                                               |                    |
| –        | Muffletto di Caposele                                 | PAT            |                                                                               | Caposele           |
| –        | 'Nfrennula                                            | PAT            |                                                                               |                    |
|          | Pane dei Camaldoli                                    | PAT            |                                                                               | Camaldoli          |
| –        | Pane di Baiano                                        | PAT            |                                                                               | Baiano             |
| –        | Pane di Calitri                                       | PAT            |                                                                               | Calitri            |
| –        | Pane di iurmano                                       | PAT            | Pane di segale (localmente detta "grano iermano" o "iurmano") e di grano duro |                    |
|          | Pane di Montecalvo                                    | PAT            | Prodotto con grano della cultivar "Saragolla"                                 | Montecalvo Irpino  |
| –        | Pane di Padula                                        | PAT            |                                                                               | Padula             |
| –        | Pane di Saragolla                                     | PAT - PSF      | Pane di semola rimacinata della cultivar Saragolla                            |                    |
| –        | Pane di Villaricca                                    | PAT            |                                                                               | Villaricca         |
| –        | Pane di San Sebastiano                                | PAT            |                                                                               |                    |
| –        | Paniedd' r' sirino                                    | PAT            |                                                                               |                    |
| –        | Scaldatelle                                           | PAT            | Taralli bolliti                                                               |                    |
| –        | Taraddi con finocchio                                 | PAT            |                                                                               |                    |
| –        | Taralli intrecciati                                   | PAT            |                                                                               |                    |
| –        | Tarallini al vino                                     | PAT            |                                                                               |                    |
| –        | Tarallo all'uovo                                      | PAT            |                                                                               |                    |
| –        | Tarallo con le mandorle                               | PAT            |                                                                               |                    |
| –        | Tarallo cu ll'ove                                     | PAT            |                                                                               |                    |
| –        | Tarallo di Agerola                                    | PAT            |                                                                               | Agerola            |
| –        | Tarallo di San Lorenzello                             | PAT            |                                                                               |                    |
| –        | Tarallo Roscianese                                    | PAT            |                                                                               |                    |
| –        | Tarallo sugna e pepe                                  | PAT            |                                                                               |                    |
| –        | Tarallucci al naspro                                  | PAT            |                                                                               |                    |
| –        | Pagnotta di Santa Chiara                              | PAT            | PIZZA                                                                         |                    |
| –        | Panuozzo                                              | PAT            | PIZZA                                                                         |                    |
| –        | Pizza con ricotta                                     | PAT            | PIZZA                                                                         |                    |
| –        | Pizza di farinella bacolese, Pizza gialla, 'A Zellòse | PAT            | PIZZA                                                                         |                    |
| –        | Pizza di scarola                                      | PAT            | PIZZA                                                                         |                    |
| –        | Pizza figliata, Serpentone                            | PAT            | PIZZA                                                                         |                    |
| –        | Pizza migliazza cu li frittole                        | PAT            | PIZZA                                                                         |                    |
| –        | Pizza napoletana verace artigianale                   | PAT            | PIZZA                                                                         |                    |
| –        | Pizza roce caggianese                                 | PAT            | PIZZA                                                                         |                    |
| –        | Pizza sulla liscia                                    | PAT            | PIZZA                                                                         |                    |
| –        | Scanata del Sannio                                    | PAT            | PIZZA                                                                         |                    |
| –        | Pizza chiena                                          | PAT            | PIZZA                                                                         |                    |

## Emilia-Romagna
| Immagine | Tipo                                                           | Riconoscimenti | Descrizione                           | Zona di produzione                                                   |
| -------- | -------------------------------------------------------------- | -------------- | ------------------------------------- | -------------------------------------------------------------------- |
| –        | Bizulà                                                         | PAT            |                                       | Cattolica                                                            |
| –        | Carsent                                                        | PAT            |                                       |                                                                      |
| –        | Cherscènta frètta                                              | PAT            |                                       |                                                                      |
| –        | Cherseinta sotto le braci                                      | PAT            |                                       |                                                                      |
| –        | Ciaccio Ciacc                                                  | PAT            | Piadina                               |                                                                      |
|          | Coppia ferrarese                                               | PAT            |                                       |                                                                      |
| –        | Coppo all'emiliana                                             | PAT            | ?????????????                         |                                                                      |
|          | Crescènta modenese                                             | PAT            | Altro nome per la Tigella             | Province di Ferrara, Bologna, Modena, Parma, Piacenza, Reggio Emilia |
| –        | Crescione, consone, guscione, cassone, cascione                | PAT            | Piadina chiusa a mezzaluna e farcita. |                                                                      |
| –        | Focaccia con ciccioli, Chisola                                 | PAT            |                                       |                                                                      |
|          | Gnocco fritto                                                  | PAT            |                                       |                                                                      |
| –        | Gnocco al forno                                                | PAT            |                                       |                                                                      |
| –        | Pane a lievitazione naturale                                   | PAT            |                                       |                                                                      |
| –        | Pane casareccio, Pan casalen                                   | PAT            |                                       |                                                                      |
| –        | Pane di Castrocaro                                             | PAT            |                                       |                                                                      |
| –        | Pane schiacciato, batäro                                       | PAT            |                                       |                                                                      |
| –        | Piada coi ciccioli                                             | PAT            |                                       |                                                                      |
| –        | Piadina della Madonna del Fuoco                                | PAT            |                                       |                                                                      |
| –        | Piadina fritta, pié fretta                                     | PAT            |                                       |                                                                      |
|          | Piadina                                                        | PAT            |                                       | Ravenna, Forlì-Cesena, Rimini e Bologna                              |
| –        | Spianata, Schiacciata, S-ciazêda, Spianeta, Scaciata, Scacigna | PAT            |                                       |                                                                      |
| –        | Sprelle, Spreli                                                | PAT            |                                       |                                                                      |
| –        | Sulada                                                         | PAT            |                                       |                                                                      |
| –        | Tigela modenese                                                | PAT            |                                       |                                                                      |
| –        | Tirotta con cipolla, Tiratta ala zivola                        | PAT            | Focaccia con cipolle                  |                                                                      |

## Friuli Venezia Giulia
| Immagine | Tipo                 | Riconoscimenti | Descrizione | Zona di produzione |
| -------- | -------------------- | -------------- | --- | ------------------ |
| –        | Grissino di Resiutta | PAT            | |                    |
| –        | Pan di Sorc          | PSF            | Miscela di mais cinquantino (sorc in friulano), frumento e segale. Anche in versione dolce. Forma rotonda, crosta scura e croccante, mollica gialla. | Gemona             |
| –        | Biga Servolana       | De.C.O ???     | Due pagnotte unite, con crosta dorata e croccante. Prodotto tradizionale delle pancogole (donne che panificavano in proprio) del rione Servola.      | Trieste            |
| –        | Grispolenta          | De.C.O ???     | Grissino dalle grandi dimensioni, con farina di mais e di grano e l'aggiunta di strutto.                                                             | Provincia di Udine |
| –        | Cornetto Istriano    | De.C.O ???     | Tipico della panetteria istriana, giunta dopo l'esodo del dopoguerra, è diventato una specialità triestina. Sagoma a fiocco.                         |                    |
| –        | Pane Rosetta         | De.C.O ???     | Pane a forma di fiore, retaggio dell'impero austroungarico, originariamente veniva chiamato Pane Kaiser.                                             |                    |

## Lazio
| Immagine | Tipo | Riconoscimenti | Descrizione | Zona di produzione |
| -------- | --- | -------------- | --- | ------------------ |
| –        | Cacchiarelle                                                                                            | PAT            | Forma di pane |                    |
| –        | Ciambella all'olio di Sant'Angelo Romano                                                                | PAT            | Pane azzimo | Sant'Angelo Romano |
|          | Ciriola romana                                                                                          | PAT            | |                    |
| –        | Falia                                                                                                   | PAT            | focaccia |                    |
| –        | Filone sciapo da 1 kg.                                                                                  | PAT            | |                    |
| –        | Pamparito di Vignanello                                                                                 | PAT DE.C.O.    | Pane tipico della colazione di Pasqua realizzato con vino bianco e semi di anice | Vignanello         |
| –        | Pane cafone                                                                                             | PAT            | |                    |
| –        | Pane casareccio di Genzano                                                                              | IGP            | | Genzano di Roma    |
| –        | Pane casereccio di Lariano                                                                              | PAT            | | Lariano            |
| –        | Pane casareccio di Lugnola                                                                              | PAT            | | Lugnola            |
| –        | Pane casareccio di Montelibretti                                                                        | PAT            | | Montelibretti      |
| –        | Pane con le olive bianche e nere                                                                        | PAT            | |                    |
| –        | Pane con le patate                                                                                      | PAT            | Pane con purea di patate |                    |
| –        | Pane di Canale Monterano                                                                                | PAT            | | Canale Monterano   |
| –        | Pane di semola di grano duro Pane nero di Monte Romano, Pane di Allumiere                               | PAT            | |                    |
| –        | Pane di Veroli                                                                                          | PAT            | | Veroli             |
| –        | Pane integrale al forno a legna                                                                         | PAT            | |                    |
| –        | Panini all'olio                                                                                         | PAT            | |                    |
| –        | Salavatici di Roviano                                                                                   | PAT            | Cialda di farina aromatizzata | Roviano            |
| –        | Taralli                                                                                                 | PAT            | |                    |
| –        | Tisichelle viterbesi                                                                                    | PAT            | |                    |
| PIZZA    | Pizza a gli mattono di Sezze, Pizza a gli soio di Sezze                                                 | PAT            | |                    |
| PIZZA    | Pizza per terra, sfogliata, con farina di mais, somma, rossa, bianca, sotto la brace, con gli sfrizzoli | PAT            | |                    |
| PIZZA    | Pizza a fiamma                                                                                          | PAT            | |                    |
| PIZZA    | Pizza "Bbotata"                                                                                         |                | |                    |
| PIZZA    | Pizza di Pasqua della Tuscia                                                                            | PAT            | Solitamente con formaggio, Esistono anche versioni dolci |                    |
| PIZZA    | Pizza fritta                                                                                            | PAT            | |                    |
| PIZZA    | Pizza grassa                                                                                            |                | Pizza salata a forma di pagnotta, peso variabile da 1 a 2 kg. Crosta marrone chiaro, pasta giallo chiaro con occhiature, arricchita con salumi vari. Un taglio a croce superiormente. |                    |
| PIZZA    | Pizza varata di Sant'Angelo Romano                                                                      | PAT            | Pizza con uova intere | Sant'Angelo Romano |

## Liguria
| Immagine | Tipo                                        | Riconoscimenti | Descrizione                                                          | Zona di produzione                   |
| -------- | ------------------------------------------- | -------------- | -------------------------------------------------------------------- | ------------------------------------ |
| –        | Ciappe                                      | PAT            | simile alla piadina                                                  |                                      |
| –        | Farinata bianca                             | PAT            | Con farine di grano e di ceci                                        |                                      |
| –        | Focaccia con pellette d'oliva di Albisola   | PAT            |                                                                      | Albisola Superiore, Albissola Marina |
|          | Focaccia di Recco col formaggio             | IGP            |                                                                      | Recco, Avegno, Sori e Camogli.       |
|          | Focaccia                                    | PAT            | Pane piatto (al massimo 2 cm) condito con olio d'oliva e sale grosso | Liguria                              |
| –        | Pane a lievitazione naturale Pane crescente | PAT            |                                                                      |                                      |
| –        | Pane casereccio                             | PAT            |                                                                      | Val Bormida                          |
| –        | Pane di patate di Pignone Pan de 'patate    | PAT            | Prodotto con farina di grano e patate                                | Pignone                              |
| –        | Pane di Triora                              | PAT            |                                                                      | Triora                               |
| –        | Pane Tirotto                                | PAT            | Prodotto con farina di grano e patate                                |                                      |

## Lombardia
| Immagine | Tipo               | Riconoscimenti | Descrizione          | Zona di produzione |
| -------- | ------------------ | -------------- | -------------------- | ------------------ |
| –        | Carcent            | PAT            | Pane con rape        | Livigno            |
|          | Michetta           | De.C.O.        | Pane soffiato        | Milano             |
| –        | Miccone            | PAT            |                      |                    |
| –        | Pan da cool        | PAT            | Pane con colostro    | Livigno            |
| –        | Pan di segale      | PAT            |                      |                    |
| –        | Pan meìno          | PAT            |                      |                    |
| –        | Pane comune        | PAT            |                      |                    |
| –        | Pane di pasta dura | PAT            |                      |                    |
| –        | Pane di riso       | PAT            |                      |                    |
| –        | Pane giallo        | PAT            |                      |                    |
| –        | Pane mistura       | PAT            |                      |                    |
| –        | Schiacciatina      | PAT            |                      | Mantova            |
| –        | Tirot              | PAT            | focaccia con cipolle |                    |
| –        | Tiròt di Felonica  | PSF            |                      | Felonica           |

## Marche
| Immagine | Tipo                                         | Riconoscimenti | Descrizione      | Zona di produzione                |
| -------- | -------------------------------------------- | -------------- | ---------------- | --------------------------------- |
|          | Crescia                                      | PAT            | Tipo di focaccia | Pesaro e Urbino, Ancona, Macerata |
| –        | Crescia brusca, Spianata, Cacciannanzi       | PAT            |                  |                                   |
| –        | Crescia d'la stacciola,Crescia sa i'ngranagg | PAT            |                  |                                   |
| –        | Crescia fogliata, Crescia fojata, Lu Rocciu  | PAT            |                  |                                   |
| –        | Pane a lievitazione naturale                 | PAT            |                  |                                   |
| –        | Pane di Chiaserna                            | PAT            |                  |                                   |
| –        | Sughetti                                     | PAT            |                  |                                   |
| –        | Tacconi                                      | PAT            |                  |                                   |
| –        | Ungaracci Ungarucci                          | PAT            | filoni di pane   |                                   |
| –        | Crostoli del Montefeltro                     | PAT            | focaccia farcita |                                   |
| –        | Crescia sotto la cenere                      | PAT            | focaccia farcita |                                   |
| –        | Torta coi ovi                                | PAT            | focaccia farcita |                                   |
| –        | Chichiripieno, Chichì                        | PAT            | focaccia farcita |                                   |
| –        | Pizza con le noci                            | PAT            |                  |                                   |

## Molise
| Immagine | Tipo                                     | Riconoscimenti | Descrizione | Zona di produzione |
| -------- | ---------------------------------------- | -------------- | --- | ------------------ |
| –        | Friselle                                 | PAT            | |                    |
| –        | Pane casareccio                          | PAT            | |                    |
| –        | Pigna                                    | PAT            | |                    |
| –        | Taralli con seme di finocchio            | PAT            | |                    |
| –        | Soffio                                   | PAT            | Chiamata localmente Sc'usc'. Ciambella rustica, consumata appena sfornata. A base di grano tenero, con olio Evo e rosmarino. | Venafro, Pozzilli  |
| PIZZA    | Pizza al pomodoro                        | PAT            | |                    |
| PIZZA    | Pizza coi cicoli di maiale               | PAT            | |                    |
| PIZZA    | Pizza di granone, Pizza randign, Panitte | PAT            | |                    |
| PIZZA    | Pizza scimia                             | PAT            | |                    |

## Piemonte
| Immagine | Tipo                           | Riconoscimenti | Descrizione | Zona di produzione                                                   |
| -------- | ------------------------------ | -------------- | --- | -------------------------------------------------------------------- |
|          | Grissino stirato               | PAT            | Pane stirato di grano tenero | Torino                                                               |
| –        | Rubatà                         | PAT            | Pane stirato per arrotolamento e compressione manuale sul tavolo di lavoro. | Originario del Chierese, diffuso in tutta la provincia               |
| –        | Biova                          | PAT            | |                                                                      |
| –        | Campagnola buschese            | PAT            | |                                                                      |
| –        | Crasanzin o Crescianzin        | PAT            | Pane di segale con frutta secca | Valle Antrona                                                        |
| –        | Focaccia novese                | PAT            | focaccia | Novese                                                               |
| –        | Miacce, Miasse, Miasce, Amiasc | PAT            | |                                                                      |
| –        | Miche di Cuneo                 | PAT            | |                                                                      |
| –        | Pan barbarià                   | PAT            | Pane misto di grano e segale, con pasta madre di segale | Valli cuneesi                                                        |
| –        | Pane di Chianocco              | PAT            | Filone (grescia) di 600-700 grammi, senza alcun condimento. Mollica compatta, crosta molto friabile e ottima conservabilità.                                                                | Tra Chianocco e Bussoleno                                            |
| –        | Pane di mais di Novara         | PAT            | Prodotto con farine di mais gialla, avena e grano di media forza, in parti uguali. | Provincia di Novara                                                  |
| –        | Pane di riso di Novara         | PAT            | Prodotto con 2/3 di farina di riso "risiera-granulare" e 1/3 di farina di media forza. |                                                                      |
| –        | Pane di segale                 | PAT            | |                                                                      |
| –        | Pan robi                       | PAT            | Prodotto con farine di mais grossolana (5 kg.) e di grano o segale (4 kg.) | Valli montane biellesi                                               |
| –        | Pane nero di Coimo             | PAT            | Prodotto con farina di segale integrale o di grano saraceno, con una piccola percentuale di grano tenero. Ha forma rotonda e piatta con spessore di 3-4 cm. e pezzatura inferiore al chilo. | Druogno                                                              |
| –        | Rubatà                         | PAT            | Grissino lavorato a mano | Particolarmente diffuso nel Torinese, nel Chierese e nel Monregalese |
| –        | Tupunin                        | PAT            | Pane tradizionale di pezzatura 70-100 grammi, crosta bruno dorata. Con lo stesso impasto si producono altre forme: “Topu”, “L’Drunè”, “Grisà Lavà”.                                         | Provincia di Cuneo                                                   |

## Puglia
| Immagine | Tipo                                                                            | Riconoscimenti         | Descrizione                                                                                                 | Zona di produzione                                                     |
| -------- | ------------------------------------------------------------------------------- | ---------------------- | --- | ---------------------------------------------------------------------- |
| –        | Cazzateddhra di Nardò, cazzateddhra cu lu pepe                                  | PAT                    | panino schiacciato                                                                                          |                                                                        |
|          | Cazzateddhra di Surbo                                                           | PAT                    | |                                                                        |
|          | Cuddhura,Cuddhura cu l'oe, Palomba, Palummeddhra, Panareddhra, Puddhica cu l'oe | PAT                    | Pani dolci                                                                                                  |                                                                        |
| –        | Cuturusciu                                                                      | PAT                    | Ottenuto dal riutilizzo dell'impasto per il pane                                                            |                                                                        |
|          | Focaccia a libro di Sammichele di Bari,Fecazze a livre                          | PAT                    | Focaccia ripiegata                                                                                          |                                                                        |
|          | Focaccia barese                                                                 | STG richiesta nel 2010 | | Province di Bari, Barletta-Andria-Trani e Taranto.                     |
|          | Friselle di orzo e di grano                                                     | PAT                    | Taralli di grano duro o di orzo, o misti                                                                    | Provincia di Lecce, Brindisi, Taranto, Bari e Foggia.                  |
|          | Pane di Altamura                                                                | DOP                    | Pagnotta dal peso non inferiore a 0,5 kg                                                                    | Altamura, Gravina in Puglia, Poggiorsini, Spinazzola e Minervino Murge |
| –        | Pane di Ascoli Satriano                                                         | PAT                    | |                                                                        |
| –        | Pane di grano duro                                                              | PAT                    | |                                                                        |
|          | Pane di Monte Sant'Angelo, Pane di Monte Sant'Angelo "li panett"                | PAT                    | |                                                                        |
| –        | Pane di Santeramo in Colle                                                      | PAT                    | Pane di forma attorcigliata con una crosta dorata e croccante a mollica bianca e soffice.                   | Santeramo in Colle                                                     |
|          | Pane di Laterza                                                                 | PAT                    | Pagnotte del peso variabile di 1, 2 o 4 kg, preparate con semola di grano duro, acqua, sale e lievito madre | Laterza                                                                |
| –        | Pane tradizionale dell’alta Murgia                                              | PSF                    | |                                                                        |
|          | Pettole o pittule                                                               | PAT                    | Pasta lievitata molto morbida fritte nell'olio bollente                                                     | Puglia Basilicata                                                      |
| –        | Passulate di Nardò,Pucce con li pàssule, Passuliate                             | PAT                    | panini semidolci con uvetta                                                                                 |                                                                        |
| –        | Piscialetta, Piscialletta                                                       | PAT                    | focaccina                                                                                                   |                                                                        |
| –        | Pucce,Uliate, Pane di semola, Pane di orzo                                      | PAT                    | |                                                                        |
|          | Puccia                                                                          | PAT                    | | Provincia di Taranto, Provincia di Lecce e Brindisi                    |
|          | Sceblasti                                                                       | PAT                    | Caratteristico pane condito di Zollino e, sotto nomi diversi, di tutto il Salento                           | Sotto nomi diversi, di tutto il Salento                                |
|          | Taralli                                                                         | PAT                    | |                                                                        |
| –        | Taralli neri con vincotto                                                       | PAT                    | |                                                                        |
| –        | Tarallo all'uovo                                                                | PAT                    | |                                                                        |
| –        | Tarallo al vino                                                                 | PAT                    | |                                                                        |
| –        | Tarallo dell'Immacolata                                                         | PAT                    | |                                                                        |
|          | Paposcia di Vico del Gargano,Pizza schett, Pizza a vamp, Paposcia               | PAT                    | |                                                                        |
| PIZZA    | Pizza di grano d'india                                                          | PAT                    | Pizza di mais                                                                                               |                                                                        |
| PIZZA    | Pizza sette sfoglie di Cerignola                                                | PAT                    | |                                                                        |
| PIZZA    | Pizza sfoglia e scannatedda                                                     | PAT                    | |                                                                        |
| PIZZA    | Pizzelle                                                                        | PAT                    | |                                                                        |
|          | Scèblasti, Ascèplasti                                                           | PAT                    | Pane condito con ortaggi                                                                                    |                                                                        |
| –        | Calzone di Ischitella ´                                                         | PAT                    | Focaccia farcita                                                                                            |                                                                        |
|          | Farrata di Manfredonia, A farréte                                               | PAT                    | Pane ripieno di ricotta                                                                                     |                                                                        |
| –        | Focaccia di San Giuseppe di Gravina                                             | PAT                    | Focaccia ripiena                                                                                            |                                                                        |
| –        | Mpilla                                                                          | PAT                    | Pane con zucchini, cipolle, pomodori rossi, capperi e olive nere                                            |                                                                        |
|          | Pitilla Pirilla, Simeddhra, Brocula, Frizzulu                                   | PAT                    | Pane farcito con verdure                                                                                    | Provincia di Lecce                                                     |

## Sardegna
|   | Tipo                                                          | Riconoscimenti | Descrizione                                                                                              | Zona di produzione |
| - | ------------------------------------------------------------- | -------------- | --- | ------------------ |
|   | Civraxu, Civràxiu, Civàrzu                                    | PAT            | Pane di semola di grano duro, peso non inferiore a 2 kg.                                                 | Medio Campidano    |
|   | Coccoi a pitzus, Su scetti, Pasta dura, Coccoi de is sposus   | PAT            | Pane decorato, di semola di grano duro                                                                   | Sardegna           |
|   | Pane carasau, Pane carasatu, Carta da musica                  | PAT            | | Barbagia           |
|   | Pistocu                                                       | PAT            | Da non confondere con i Pistocheddus de capa, i Pistocus incapaus e i Pistocu de Nuxi, che sono dolciumi | Ogliastra          |
|   | Zichi                                                         | PAT            | Pane circolare in spianate sottili, morbido o croccante.                                                 | Logudoro           |
| – | Focacce di ricotta, Cozzulas de regottu, Pane e regottu       | PAT            | Focaccia contenente ricotta nell'impasto.                                                                |                    |
| – | Focaccia portoscusese                                         | PAT            | |                    |
| – | Moddizzosu (o Moddissosu)                                     | PAT            | Pane di semola                                                                                           |                    |
| – | Pane ammodigadu, Pane tundu, Tintura                          | PAT            | | Osimo              |
| – | Pane cicci, Pane di Desulo                                    | PAT            | |                    |
| – | Pane con gerda                                                | PAT            | |                    |
| – | Pane con il pomodoro, Pani cun tamatica, Fogatza cun tamatica | PAT            | |                    |
| – | Pane d'orzo, Pane 'e oxiu, Pane 'e oxru                       | PAT            | |                    |
| – | Pane 'e cariga Pane 'e mendula                                | PAT            | |                    |
| – | Pane gutiaiu                                                  | PAT            | |                    |
| – | Pane 'e poddine, pane di Ozieri, spianata, Panedda            | PAT            | | Logudoro           |
| – | Uciatìni, Utzatini, Cocu 'e jelda, Cotzula 'e belda           | PAT            | Prodotto con semola, farina tipo 0 e ciccioli.                                                           |                    |
| – | Tunda                                                         | PAT            | Pane tradizionale                                                                                        | Teulada e dintorni |

## Sicilia
| Immagine | Tipo                                            | Riconoscimenti | Descrizione                                                                                                  | Zona di produzione                                                                                              |
| -------- | ----------------------------------------------- | -------------- | --- | --- |
|          | Pane di Lentini                                 | PSF            | Semola di grano duro siciliano, acqua, sale marino, lievito madre (crescente) e semi di sesamo sulla crosta. | Comuni di Lentini e Carlentini                                                                                  |
|          | Pane nero di Castelvetrano                      | PSF            | Prodotto con farina integrale                                                                                | Castelvetrano                                                                                                   |
| –        | Cucuzzata                                       | PAT            | Pane farcito con zucchini, cipolla, olive nere, capperi, pomodorini, peperoncino                             | |
| –        | Cuddrireddra                                    | PAT            | Pane biscottato dolce con aroma di arancia e cannella                                                        | Delia |
| –        | Pagnotta alla disgraziata                       | PAT            | Pane farcito con verdure                                                                                     | Messina |
| –        | Pane a lievitazione naturale, Pani cu cruscenti | PAT            | | |
| –        | Pane di casa, u Pani i casa                     | PAT            | | |
| –        | Pane di Monreale, u Pani ri Murriali            | PAT            | | Monreale |
| –        | Pane di S. Giuseppe                             | PAT            | | Palermo, Gela, Caltagirone, Raddusa, Santa Croce Camerina, Leonforte, Castel di Lucio, Salemi, Chiusa Sclafani, |
| –        | Cuddura di San Paulu (Pane votivo)              | PAT            | | Palazzolo Acreide                                                                                               |
| –        | Vastedda cu sammucu, vastedda nfigghiulata      | PAT            | focaccia con sambuco                                                                                         | Troina e Palazzo Adriano                                                                                        |

## Toscana
| Immagine | Tipo                                                                           | Riconoscimenti | Descrizione                                                                  | Zona di produzione |
| -------- | ------------------------------------------------------------------------------ | -------------- | ---------------------------------------------------------------------------- | ------------------ |
| –        | Bozza pratese, Pane di Prato                                                   | PAT            | pane sciocco                                                                 |                    |
| –        | Ciaccino                                                                       | PAT            | focaccia farcita                                                             |                    |
| –        | Crisciolette di Cascio                                                         | PAT            | Prodotto con farine di mais (30%) e di grano (70%), con pancetta o formaggio |                    |
| –        | Focaccette di Aulla                                                            | PAT            |                                                                              |                    |
| –        | Focaccia bastarda di Pitigliano                                                | PAT            |                                                                              |                    |
| –        | Focaccia con i friccioli, Ciaccia con i friccioli                              | PAT            |                                                                              |                    |
| –        | Focaccia di nonno Pilade                                                       | PAT            |                                                                              |                    |
| –        | Focaccia di Pasqua salata di Pitigliano                                        | PAT            |                                                                              |                    |
| –        | Focaccia leva di Gallicano                                                     | PAT            |                                                                              |                    |
| –        | Focaccia seravezzina                                                           | PAT            |                                                                              |                    |
| –        | Marocca di Casola                                                              | PAT            | pane con farine di castagne e di grano= 2/1                                  |                    |
| –        | Mignecci di formentone di Gallicano                                            | PAT            | focaccia di mais 8 file                                                      |                    |
| –        | Pane di Altopascio                                                             | PAT            |                                                                              |                    |
| –        | Pane di Montegemoli                                                            | PAT            |                                                                              |                    |
| –        | Pane di patate della Garfagnana                                                | PAT PSF        |                                                                              |                    |
| –        | Pane di Po, Signano e Agnino                                                   | PAT            |                                                                              |                    |
| –        | Pane di Pomarance                                                              | PAT            |                                                                              |                    |
| –        | Pane di Pontremoli, Focaccia pontremolese                                      | PAT            |                                                                              |                    |
| –        | Pane di Regnano                                                                | PAT            |                                                                              |                    |
| –        | Pane di Vinca                                                                  | PAT            |                                                                              |                    |
| –        | Pane marocco di Montignoso, Pane marocco, Pane merocco Panigaccio di Podenzana | PAT            | Pane azzimo cotto nel testo                                                  |                    |
| –        | Panini di granturco                                                            | PAT            |                                                                              |                    |
| –        | Schiacce grossetane, Schiacciate, Ciacce, Focacce                              | PAT            | Anche in versione dolce                                                      |                    |

## Trentino-Alto Adige

### Provincia di Bolzano
| Immagine | Tipo                       | Riconoscimenti | Descrizione                        | Zona di produzione |
| -------- | -------------------------- | -------------- | ---------------------------------- | ------------------ |
| –        | Apfelbrot                  | PAT            | Pane di mele                       |                    |
| –        | Breatl                     | PAT            | Pagnotta                           |                    |
| –        | Dorf Tiroler               | PAT            | Pagnotta del Tirolo                |                    |
| –        | Fela Struzn                | PAT            | Pane a forma di ferro di cavallo   |                    |
| –        | Fochas                     | PAT            | Focaccia                           |                    |
| –        | Germzopf                   | PAT            | Treccia lievitata                  |                    |
| –        | Paarl                      | PAT            | Coppia di pagnotte                 |                    |
| –        | Ur-Paarl della Val Venosta | PSF            |                                    |                    |
| –        | Kaisersemmel               | PAT            | Rosetta imperiale                  |                    |
| –        | Palabirabrot               | PAT            | Pane alle pere                     |                    |
| –        | Pindl                      | PAT            | Pane di segale a tre coppie        |                    |
| –        | Püces                      | PAT            | Pane ladino                        |                    |
| –        | Schüttelbrot               | PAT            | Pane di segale duro                |                    |
| –        | Schwarzer weggen           | PAT            | Filone integrale                   |                    |
| –        | Vinschgauer Struzn         | PAT            | Pane a forma di ferro di cavallo   | Val Venosta        |
| –        | Vollkornpaarl              | PAT            | Paarl integrale                    |                    |
| –        | Vorschlag                  | PAT            | Pagnotta di farine miste           |                    |
| –        | Vorschlag Paarl            | PAT            | Coppia di pagnotte di farine miste |                    |

### Provincia di Trento
| Immagine | Tipo                                | Riconoscimenti | Descrizione | Zona di produzione                   |
| -------- | ----------------------------------- | -------------- | --- | ------------------------------------ |
| –        | Béchi panzalini, Filone a due tagli | PAT            | Pane comune di forma allungata a barchetta, con due punte alle estremità e due tagli trasversali. |                                      |
| –        | Bina                                | PAT            | pane formato da quattro prezzi uniti fra loro, dal peso complessivo di circa duecento grammi |                                      |
| –        | Cuccalar                            | PAT            | È un pane rustico e non lievitato impastato con farine di grano e segale, sale e latticello. | Palé del Fersina / Palae en Bersntol |
| –        | Pan co le fritole                   | PAT            | Pane prodotto con farine di mais e grano, condito con le frìtole (ciccioli). Le pagnotte di colore marrone, hanno forma variabile, a volte circolare e a volte allungata a mo’ di filoncino. Il peso varia a seconda della pezzatura da 150 a 500 gr. |                                      |
| –        | Pan de segàla                       | PAT            | |                                      |
| –        | Pan de sòrc                         | PAT            | Omonimo del dolce, è in realtà un pane realizzato con miscela di tre farine: mais cinquantino, frumento e segale. |                                      |
| –        | Pan taià o Gramolato                | PAT            | detto anche Ciòpa |                                      |

## Umbria
| Immagine | Tipo                     | Riconoscimenti | Descrizione | Zona di produzione |
| -------- | ------------------------ | -------------- | ----------- | ------------------ |
| –        | Pane di Strettura        | PAT            |             |                    |
| –        | Schiacciata al formaggio | PAT            |             |                    |

## Valle d'Aosta
| Immagine | Tipo               | Riconoscimenti | Descrizione | Zona di produzione                                |
| -------- | ------------------ | -------------- | --- | ------------------------------------------------- |
|          | Pan ner, Pane nero | PAT            | Prodotto con farina di segale pura o miscelata al 65% con quella di grano tipo 0. Forma classica a pagnotta, colore scuro e una croce intagliata nella parte superiore. | Valle d'Aosta                                     |
| –        | Piata di Issogne   | PAT            | Prodotto con farine di grano tenero e di segale (max 20%). Forma tondeggiante o ovale, o a forma di bambola o di maschera. Pezzatura da 500 a 1.000 gr.                 | Issogne. Diffuso in Bassa valle fino a Chatillon. |

## Veneto[8]
| Immagine | Tipo                                  | Riconoscimenti | Descrizione                                                                         | Zona di produzione |
| -------- | ------------------------------------- | -------------- | ----------------------------------------------------------------------------------- | ------------------ |
| –        | Banana comune                         | PAT            |                                                                                     |                    |
| –        | Bibanesi                              | PAT            |                                                                                     | Treviso            |
| –        | Ciopa vicentina                       | PAT            |                                                                                     |                    |
| –        | Cornetti                              | PAT            | Pane costituito da due parti arrotolate, attaccate con rialzi nella parte apicale.  |                    |
| –        | Fugassa padovana                      | PAT            |                                                                                     |                    |
| –        | Fugassa veneta                        | PAT            |                                                                                     |                    |
| –        | Mantovana                             | PAT            |                                                                                     |                    |
| –        | Montasù                               | PAT            | Pagnotte simili a cornetti                                                          | Alta Padovana      |
| –        | Pan co la suca vedere                 | PAT            |                                                                                     |                    |
| –        | Pan co l'ùa vedere                    | PAT            |                                                                                     |                    |
| –        | Pane al mais                          | PAT            |                                                                                     |                    |
| –        | Pinza alla munara                     | PAT            |                                                                                     |                    |
| –        | Schizzotto                            | PAT            |                                                                                     | Montagnana ed Este |
| –        | Il Pane delle Rose di Santa Rita      | De.C.O.        |                                                                                     | Piovene Rocchette  |
| –        | Ciopa a mano di Malo                  | De.C.O.        | Prodotto con farina di Brodesco e strutto. Impasto duro, pagnotta a forma di croce. | Malo               |
| –        | Il pane del contadino di Costabissara | De.C.O.        | Costabissara                                                                        |                    |
| –        | Il Pan de Bari di Arcugnano           | De.C.O.        |                                                                                     | Arcugnano          |